# جاي ماكي
جاي ماكي هو لاعب هوكي الجليد كندي، ولد في 8 سبتمبر 1977 في كينغستون في كندا.

## وصلات خارجية
- جاي ماكي على موقع دوري الهوكي الوطني (الإنجليزية)
- جاي ماكي على موقع EliteProspects.com (الإنجليزية)
- جاي ماكي على موقع Eurohockey.com (الإنجليزية)
- جاي ماكي على موقع HockeyDB.com (الإنجليزية)
- جاي ماكي على موقع Hockey-Reference.com (الإنجليزية)